# Mohammed El Bakkar
Mohammed El-Bakkar (en árabe: محمد البكار)  (Líbano; 1913 - Pawtucket, Rhode Island, Estados Unidos; 8 de septiembre de 1959) fue un cantante libanés, director de orquesta e intérprete de laúd.
El-Bakkar fue un notable tenor y apareció en varias películas de lengua árabe. Se mudó a los Estados Unidos en 1952 y vivió en Brooklyn. Lanzó varios discos de vinilos de música árabe en los Estados Unidos. También desempeñó el papel de un cantante oriental que vendía alfombras en el musical de Broadway Fanny, en la escena del bazar oriental, la producción duró desde 1954 hasta 1956.
Como el tenor principal de Oriente, tiene una larga lista de otros distinguidos logros en su haber, incluyendo actuaciones de comandos para el exrey Faruk de Egipto, por su sucesor el General Mohammed Naguib, para el rey Ibn Saud de Arabia Saudí y el Sha de Irán.
Como actor ha aparecido en 32 películas que él mismo produjo y dirigió, y tiene numerosas apariciones en la radio y la televisión debido a esto.
Murió de una hemorragia cerebral el 8 de septiembre de 1959, a la edad de 46 años, después de desplomarse mientras actuaba en un festival anual Libanés-Americano en Lincoln, Rhode Island.

## Discografía
- Port Said: Música de Medio Oriente Vol. 1
- Sultán de Bagdad: Música de Medio Oriente Vol. 2
- Música de África Árabe: Música de Medio Oriente Vol. 3
- La Alfombra Mágica: Música de Medio Oriente Vol. 4
- Danzas de Port Said: Música de Medio Oriente Vol.5
- Exótica Música de Belly Dance: Música de Medio Oriente Vol.6